# Antonino Zaniboni
Antonino Zaniboni (Sailetto di Suzzara, 1º febbraio 1945 – Suzzara, 15 gennaio 2014) è stato un politico italiano.

## Biografia
Esponente della corrente di sinistra della Democrazia Cristiana, fu eletto per quattro volte deputato (alle elezioni politiche del 1976, 1979, 1983 e 1987. 
È stato direttore de La Discussione, settimanale d'area democratica cristiana fondato da Alcide De Gasperi, e presidente della Camera di commercio di Mantova.
Con la fine della Prima repubblica aderì al Partito Popolare Italiano e successivamente alla Margherita. Per questo partito fu candidato al Parlamento Europeo nel 2004 all'interno della lista Uniti nell'Ulivo, raccogliendo 22.395 preferenze nella circoscrizione Italia nord-occidentale, insufficienti per l'elezione.
Nel 2010, avendo espresso contrarietà alla linea politica del sindaco uscente di Mantova Fiorenza Brioni, esponente del Partito Democratico, si candidò per quella carica appoggiato da una propria lista civica intitolata Mantova - Il patto nuovo e dall'UdC, raccogliendo circa il 10% dei voti ed entrando in consiglio comunale.
È scomparso nel 2014 all'età di 68 anni a seguito di un tumore.